# ميخائيل وايس (متزلج فني)
ميخائيل وايس (بالإنجليزية: Michael Weiss) هو متزلج فني أمريكي، ولد في 2 أغسطس 1976 في واشنطن العاصمة في الولايات المتحدة.

## وصلات خارجية
- مايكل فايس على موقع الاتحاد الدولي للتزلج (الإنجليزية)
- مايكل فايس على موقع أوليمبيديا (الإنجليزية)